# Фицпатрик, Гарри Мортон
Гарри Мортон Фицпатрик (англ. Harry Morton Fitzpatrick; 1886—1949) — американский миколог.

## Биография
Гарри Мортон Фицпатрик родился 27 июня 1886 года в небольшом городе Гринвуд, расположенном немного южнее Индианаполиса, в семье Джеймса Эдвина Фицпатрика и Эдди Роу Уотсон. В 1905 году он поступил в колледж Вабаш. В 1908 году Фицпатрик стал ассистентом Джорджа Фрэнсиса Аткинсона в Корнеллском университете. В 1911 году он стал преподавать микологию в колледже при Корнеллском университете. В 1913 году Фицпатрик получил степень доктора философии и был назначен адъюнкт-профессором Корнеллского университета. 15 сентября он женился на Флоренс Черч Феннер. В 1930 году была издана книга Фицпатрика, The Lower Fungi. Phycomycetes. Гарри Фицпатрик скончался 8 декабря 1949 года в своём доме в Итаке.

## Роды и виды грибов, названные в честь Г. М. Фицпатрика
- Fitzpatrickella Benny, Samuelson & Kimbr., 1985
- Fitzpatrickia Cif., 1928 [syn.  Acanthonitschkea Speg., 1908]
- Arachnopeziza fitzpatrickii Korf, 1952